# Sorry (I Didn’t Know)
«Sorry (I Didn't Know)» — песня в жанре гэридж дуэта Monsta Boy при участии Denzie. Она была выпущена в 1999 году, затем официально в качестве сингла в следующем году лейблами Locked On Records и XL Recordings. Песня достигла 25-го места в чарте UK Singles Chart, первого в чарте UK Dance Singles Chart в октября 2000 года.
Capital Xtra включила песню в свой список «Лучшие старые гэридж-гимны всех времён».

## Сертификации
| Регион                                                                      | Сертификация | Продажи |
| --------------------------------------------------------------------------- | ------------ | ------- |
| Великобритания (BPI)                                                        | Серебряный   | 200 000 |
| Данные о продажах + прослушиваниях приведены только на основе сертификации. |              |         |

## Версия Джоэла Корри
Английский диджей и продюсер Джоэл Корри выпустил кавер-версию под название «Sorry», выпущенную 4 апреля 2019 года лейблами Perfect Havoc и Asylum Records. В ней есть неуказанный вокал Хейли Мэй. Песня стала популярной песней в Shazam за день, её пытались найти 41 000 раз. Далее она попала в чарт UK Singles Chart после того, как она прозвучала в британском реалити-сериале «Остров любви», достигнув десятки лучших в августе 2019 года.

### Предыстория
Корри заявил, что он находился под влиянием гэриджа в детстве, и что это сыграло «огромную роль в [его] развитии как диджея и продюсера».

### Коммерческий успех
Песня достигла 6-го места в чарте UK Singles Chart.

### Чарты

#### Недельные чарты
| Чарт (2019–2020)                           | Высшая позиция |
| ------------------------------------------ | -------------- |
| Австралия (ARIA)                           | 40             |
| Ирландия (IRMA)                            | 3              |
| Мексика Mexico Airplay (Billboard)         | 38             |
| Шотландия (OCC Scotland)                   | 5              |
| Словакия (Rádio — Top 100)                 | 42             |
| Великобритания (OCC UK Singles)            | 6              |
| Великобритания (OCC UK Dance)              | 1              |
| США (Billboard Hot Dance/Electronic Songs) | 44             |

#### Годовые чарты
| Чарт (2019)                                         | Позиция |
| --------------------------------------------------- | ------- |
| Ирландия Ireland (IRMA)                             | 34      |
| Великобритания UK Singles (Official Charts Company) | 41      |

### Сертификации
| Регион                                                                      | Сертификация  | Продажи   |
| --------------------------------------------------------------------------- | ------------- | --------- |
| Австралия (ARIA)                                                            | Платиновый    | 70 000    |
| Новая Зеландия (RMNZ)                                                       | Золотой       | 15 000    |
| Великобритания (BPI)                                                        | 2× Платиновый | 1 200 000 |
| Данные о продажах + прослушиваниях приведены только на основе сертификации. |               |           |